# Philippe Jankowski
Philippe Jankowski ist ein französischer Spitzenspieler in der Boulespielspiel-Sportart Pétanque. In Deutschland errang er ab 2014 zwei deutsche Meistertitel im Deutschen Boccia-, Boule- und Pétanque-Verband e.V. (DBBPV).

## Karriere
Jankowski spielt seit seiner Jugend Boule. In Frankreich hatte er seine Lizenz unter anderem bei Mouswiller Sport Pétanque, beim Cercle Bouliste d'Illzach und beim A S P T T Vesoul Pusy Epenoux und gehörte zur nationalen Elite.
Er ist Rechtshänder und spielt bevorzugt die Spielposition Milieu und Tireur.
Seit 2014 hat Jankowski seine Lizenz In Deutschland und spielte für die BF Malsch, den BC Rastatt, die TSG Seckenheim, die TG Laudenbach und aktuell für die LFJ Tübingen. Mit den BF Malsch wurde er 2018 Meister in der deutschen Pétanque-Bundesliga.

## Erfolge

### Frankreich
- 1994: Französischer Vize-Meister im Triplette Juniors zusammen mit Jérôme Bizel-Guillaz und Bruno Le Boursicaud[3]

### Deutschland
(Quelle:)
- 2014: 1. Platz Deutsche Meisterschaft Triplette zusammen mit Jean-Luc Testas und Burkhard Rudolph[6]
- 2014: 2. Platz Deutsche Meisterschaft Doublette zusammen mit Burkhard Rudolph
- 2014: Deutscher Vize-Vereinsmeister mit den BF Malsch
- 2015: 2. Platz Deutsche Meisterschaft Doublette zusammen mit Burkhard Rudolph
- 2017: Deutscher Vize-Vereinsmeister mit den BF Malsch
- 2018: 2. Platz Deutsche Meisterschaft Triplette zusammen mit Jean-Luc Testas und Burkhard Rudolph
- 2018: Deutscher Vereinsmeister mit den BF Malsch[7]
- 2019: Deutscher Vize-Vereinsmeister mit den BF Malsch
- 2021: 3. Platz Deutsche Meisterschaft Triplette zusammen mit Jean-Luc Testas und Burkhard Rudolph
- 2024: 3. Platz Deutsche Meisterschaft Doublette zusammen mit Christian Bossert

## Privates
Jankowski hatte einen jüngeren Bruder, ist verheiratet und wohnt in Frankreich.